# Fifty Foot Hose
Fifty Foot Hose é uma banda de rock psicodélico formada em São Francisco no final dos anos sessenta e reformada na década de 90. Foi uma das primeiras bandas a fundir o rock com a música experimental. Como outros grupos de seu tempo (muito notáveis nos EUA), sua consciência tentou combinar os sons contemporâneos do rock com os instrumentos eletrônicos e ideias de composição vanguardistas.

## 1960 – O grupo original
O grupo original era composto por três membros: o fundador e baixista Louis “Cork” Marcheschi, o guitarrista David Blossom, e sua mulher, a vocalista Nancy Blossom, aumentado pela entrada de Kym Kimsey (bateria) e Larry Evans (guitarra).
Cork Marcheschi (nascido em 1945) cresceu em Burlingame, California. Na sua juventude, ele tocou com o grupo Ethix, que tocava R&B nos clubes ao redor de São Francisco e Las Vegas, e compôs um single experimental e descontroladamente atonal, “Bad Trip”, em 1966, com a intenção de que a gravação pudesse ser tocada em qualquer velocidade. Interessado nas ideias de compositores experimentais como Edgard Varèse, John Cage, Terry Riley, e George Antheil, Cork construiu seu próprio instrumento eletrônico com uma combinação de elementos como theremins, fuzzboxes, um tubo de papelão e um alto-falante de um bombardeiro da Segunda Guerra Mundial.
David e Nancy Blossom contribuíram com influências psicodélicas e do jazz para a banda. Juntos, o trio gravou uma demo que levou a um acordo com a gravadora Limelight Records, uma subsidiaria da Mercury Records. Lançaram um álbum, Cauldron, em dezembro de 1967. O álbum é composto por onze canções, incluindo “Fantasy”, “Red the Sign Post” e “God Bless the Child”, uma canção de Billie Holiday. Fizeram uma intrigante mistura de estilos jazzísticos, psicodélicos e rock com ferocidade e avançados efeitos eletrônicos. “Eu não sei se aquilo era imaturo ou prematuro”, disse o critico Ralph J. Gleason.
O disco vendeu muitas copias na época, embora o grupo tivesse um pequeno mas intenso grupo de seguidores em São Francisco e somente excursionarem com outros artistas incluindo Blue Cheer, Chuck Berry e Fairport Convention, quando houve a entrada de Robert Goldbeck (baixo) na banda. Eles se separaram no final de 1969 quando muitos de seus membros participaram do musical Hair, Nancy Blossom tomou a liderança em São Francisco da produção e posteriormente cantando em Godspelll, Larry Evans retorna para sua cidade natal em Muncie, Indiana onde participou de vários grupos de clubes até sua morte em 2008.

## 1990 – Reforma
O interesse em Fifty Foot Hose ressurgiu na década de 1990, quando tornaram-se reconhecidos como precursores para sons de rock eletrônico em grupos como o Pere Ubu, Chrome, Throbbing Gristle e Cauldron, reeditados em CD. Enquanto isso, Marcheschi tornou-se um escultor respeitado, especializado em obras públicas usando neon, plástico e características cinéticas.
Em 1995, Marcheschi reuniu o grupo para performances ao vivo em São Francisco, com uma nova composição de músicos. Essas performances levaram ao lançamento do álbum Live & Unreleased, que foi seguido em 1997 por um novo álbum de estúdio, Sing Like Scaffold.